# 陸襄
陸襄（480年—549年），字師卿，本名陸衰，字趙卿，吳郡吳縣人，南北朝南梁官員。
陸襄的父親陸閑是南齊始安王蕭遙光揚州治中，在永元末年和他的兄長陸絳被殺害，陸襄十分哀痛，服喪超過禮儀，除喪後仍然以服喪禮儀行事。天監三年（504年），都官尚書范岫上表推薦他，得拜任著作佐郎，除授永寧縣令。任期滿後遷官為司空臨川王蕭宏的法曹、外兵，以及輕車廬陵王蕭續的記室參軍。昭明太子知道陸襄的學業和德行，就奏啟梁武帝讓他跟隨相處，除授太子洗馬，遷中舍人，掌管管記。之後他外任揚州治中，他的父親在此職務任內去世，因此堅決推辭，武帝不准許，只給他與府內司馬更換辦公地方。昭明太子敬老，陸襄的母親年近八十，和蕭琛、傅昭、陸杲每個月派人慰問，加賜食物與衣服。他的母親曾突然患上心痛，大夫處方需要三升粟漿，但當時是冬天，又接近日落，無法求得。突然有老人登門賣粟漿，容量和藥方一樣，陸襄打算購買，老人卻不見了，人們都認為他孝感動天。不久他累遷國子博士、太子家令，再次掌管管記，因為母親逝世離職。他年過五十，傷心的超越禮制，昭明太子很是擔心，每天派使者勸誡他。服喪完畢，擔任太子中庶子，再掌管記。中大通三年（531年）昭明太子去世，罷去所屬官員，太子妃蔡氏在金華宮居住，以陸襄為中散大夫、領步兵校尉、金華宮家令、知金華宮事。
中大通七年（535年），他外任鄱陽內史。郡內有位鮮于琛於大同元年聚眾造反，陸襄率先防禦，鮮于琛來到時立即擊敗並生獲他，沒有枉殺民眾，人民作下歌曲：「鮮于平後善惡分，民無枉死，賴有陸君。」又有彭李兩家人因忿怒互相誣告，他就帶兩人入內室，不加責備，只是心平氣和地解釋曉喻。二人感恩悔咎，陸襄就設酒食令他們盡歡，酒後一同回家，關係因而親密。人們又作歌：「陸君政，無怨家，鬥旣罷，仇共車。」在政六年間郡內大治，民眾李睍等四百二十人赴朝堂陳情陸襄的德政教化，求在郡內立碑紀念，得准許。他們又上表希望陸襄留任，他堅持回去，徵人為吏部郎，遷秘書監，領揚州大中正。太清元年（547年）改任度支尚書，依然擔任中正。次年（548年）侯景舉兵包圍宮城，朝廷任用陸襄當值侍中省。太清三年（549年）三月，建康失守，他逃回吳郡，侯景軍隊很快攻佔吳郡；他的部將宋子仙進攻錢塘，適逢海鹽人陸黯帶領數千人舉義，在夜晚偷襲吳郡，殺侯景任命的太守蘇單于，推舉陸襄代理郡事。同時間淮南太守、文成侯蕭寧躲避侯景逃入吳郡，他就迎立蕭寧為盟主，派遣陸黯及侄子映公帶領部下拒守宋子仙。宋子仙得有義兵來到就退走，和陸黯於松江作戰，陸黯敗走，吳下軍隊隨之潰散。陸襄在墓下藏匿，當夜憂憤去世，虛歲七十。他自小失去父兄，終身布衣吃素，不聽音樂，口不言殺害五十多年。侯景平定後，梁元帝追贈侍中、雲麾將軍，以建義的功勞追封餘干縣侯，食邑五百戶。

## 引用
1. 1 2  《梁書·卷二十七·列傳第二十一》：陸襄字師卿，吳郡吳人也。父閑，齊始安王遙光揚州治中。永元末，遙光據東府作亂，或勸閑去之。閑曰：「吾爲人吏，何所逃死。」臺軍攻陷城，閑見執，將刑，第二子絳求代死，不獲，遂以身蔽刃，刑者俱害之。襄痛父兄之酷，喪過於禮，服釋後猶若居憂。
2. 1 2  《南史·卷四十八·列傳第三十八》：陸慧曉字叔明，吳郡吳人，晉太尉玩之玄孫也。……閑字遐業，慧曉兄子也。……閑四子：厥、絳、完、襄也。……襄字師卿，厥第四弟也。本名衰字趙卿，有奏事者誤字為襄，梁武帝乃改為襄字師卿。
3. ↑  《梁書·卷二十七·列傳第二十一》：天監三年，都官尚書范岫表薦襄，起家擢拜著作佐郎，除永寧令。秩滿，累遷司空臨川王法曹，外兵，輕車廬陵王記室參軍。昭明太子聞襄業行，啓高祖引與游處，除太子洗馬，遷中舍人，並掌管記。出爲揚州治中，襄父終此官，固辭職，高祖不許，聽與府司馬換廨居之。昭明太子敬耆老，襄母年將八十，與蕭琛、傅昭、陸杲每月常遣存問，加賜珍羞衣服。襄母嘗卒患心痛，醫方須三升粟漿，是時冬月，日又逼暮，求索無所。忽有老人詣門貨漿，量如方劑，始欲酬直，無何失之，時以襄孝感所致也。累遷國子博士，太子家令，復掌管記，母憂去職。襄年已五十，毀頓過禮，太子憂之，日遣使誡喻。服闋，除太子中庶子，復掌管記。中大通三年，昭明太子薨，官屬罷，妃蔡氏別居金華宮，以襄爲中散大夫、領步兵校尉、金華宮家令、知金華宮事。
4. ↑  《南史·卷四十八·列傳第三十八》：天監三年，都官尚書范岫表薦襄，起家著作佐郎。後昭明太子統聞襄業行，啟武帝引與遊處。自廬陵王記室除太子洗馬，遷中舍人，並掌管記。出為揚州中從事，以父終此官，固辭。武帝不許，聽與府司馬換廨居之。昭明太子敬耆老，襄母年將八十，與蕭琛、傅昭、陸杲每月常遣存問，加賜珍羞衣服。襄母常卒患心痛，醫方須三升粟漿。時冬月，日又逼暮，求索無所，忽有老人詣門貨漿量如方劑。始欲酬直，無何失之，時以襄孝感所致。後為太子家令，復掌管記，母憂去職。襄年已五十，毀頓過禮，太子憂之，日遣使誡喻。
5. ↑  《梁書·卷二十七·列傳第二十一》：七年，出爲鄱陽內史。先是，郡民鮮于琛服食修道法……大同元年，遂結其門徒，殺廣晉令王筠，號上願元年，署置官屬……襄先已帥民吏修城隍，爲備禦，及賊至，連戰破之，生獲琛，餘衆逃散。……惟襄郡部枉直無濫。民作歌曰：「鮮于平後善惡分，民無枉死，賴有陸君。」又有彭李二家，先因忿爭，遂相誣告，襄引入內室，不加責誚，但和言解喻之，二人感恩，深自咎悔。乃爲設酒食，令其盡歡，酒罷，同載而還，因相親厚。民又歌曰：「陸君政，無怨家，鬥旣罷，仇共車。」在政六年，郡中大治，民李睍等四百二十人詣闕拜表，陳襄德化，求於郡立碑，降勑許之。又表乞留襄，襄固求還，徵爲吏部郎，遷秘書監，領揚州大中正。太清元年，遷度支尚書，中正如故。
6. ↑  《南史·卷四十八·列傳第三十八》：中大通七年，為鄱陽內史。先是郡人鮮于琮服食修道法……大同元年，遂結門徒殺廣晉令王筠，號上願元年，署置官屬……襄先已率人吏修城隍為備，及賊至破之，生獲琮。……唯襄郡枉直無濫。人作歌曰：「鮮于抄後善惡分，人無橫死賴陸君。」又有彭、李二家，先因忿爭，遂相誣告。襄引入內室，不加責誚，但和言解喻之。二人感恩，深自悔咎。乃為設酒食令其盡歡，酒罷同載而還，因相親厚。人又歌曰：「陸君政，無怨家。鬥既罷，讎共車。」在政六年，郡中大寧。郡人李睍等四百二十人詣闕拜表，陳襄德化，求於郡立碑，降敕許之。又表乞留襄，襄固乞還。太清元年，為度支尚書。
7. ↑  《梁書·卷二十七·列傳第二十一》：二年，侯景舉兵圍宮城，以襄直侍中省。三年三月，城陷，襄逃還吳。賊尋寇東境，沒吳郡。景將宋子仙進攻錢塘，會海鹽人陸黯舉義，有衆數千人，夜出襲郡，殺偽太守蘇單于，推襄行郡事。時淮南太守文成侯蕭寧逃賊入吳，襄遣迎寧爲盟主，遣黯及兄子映公帥衆拒子仙。子仙聞兵起，乃退還，與黯等戰於松江，黯敗走，吳下軍聞之，亦各奔散。襄匿于墓下，一夜憂憤卒，時年七十。襄弱冠遭家禍，終身蔬食布衣，不聽音樂，口不言殺害五十許年。侯景平，世祖追贈侍中、雲麾將軍。以建義功，追封餘干縣侯，邑五百戶。
8. ↑  《南史·卷四十八·列傳第三十八》：侯景圍台城，以襄直侍中省。城陷，襄逃還吳。景將宋子仙進攻錢唐，會海鹽人陸黯舉義襲郡，殺偽太守蘇單于，推襄行郡事。時淮南太守文成侯蕭寧逃賊入吳，襄遣迎寧為盟主，遣黯及兄子映公帥眾躡子仙，與戰，黯敗走，吳下軍聞之亦散。襄匿於墓下，一夜憂憤卒。襄弱冠遭家禍，釋服猶若居憂，終身蔬食布衣，不聽音樂，口不言殺害五十年。侯景平，元帝贈侍中，追封余干縣侯。

## 延伸阅读
[在维基数据编辑]
 《梁書/卷27》，出自姚思廉《梁書》